# Giampaolo Crepaldi
Giampaolo Crepaldi (ur. 29 września 1947 w Pettorazza Grimani) – włoski duchowny katolicki, w latach 2009–2023 biskup Triestu i arcybiskup ad personam.

## Życiorys
17 lipca 1971 otrzymał święcenia kapłańskie i został inkardynowany do diecezji Adria. Był m.in. delegatem biskupim ds. duszpasterstwa społecznego oraz dyrektorem Diecezjalnego Centrum Kształcenia Zawodowego. W 1981 doktoryzował się z teologii na Papieskim Uniwersytecie Urbaniana, zaś w 1989 uzyskał tytuł licencjata z prawa kanonicznego na Papieskim Uniwersytecie Laterańskim.
W 1994 został podsekretarzem Papieskiej Rady Iustitia et Pax. 3 marca 2001 został mianowany przez Jana Pawła II sekretarzem tejże rady oraz arcybiskupem tytularnym Bisarcio. Sakry biskupiej 19 marca 2001 r. udzielił mu w Rzymie papież Jan Paweł II. W 2003 założył Międzynarodowe Obserwatorium Nauki Społecznej Kościoła im. kard. Van Thuâna.
4 lipca 2009 Benedykt XVI mianował go biskupem Triestu, zachowując mu tytuł arcybiskupa ad personam. Ingres odbył się 4 października 2009.
2 lutego 2023 papież Franciszek przyjął jego rezygnację z urzędu biskupa Triestu.